# Juan José Valle
Juan José Valle (Buenos Aires, 1904 ― ibid., 1956) était un militaire argentin. 
En 1956, titulaire du grade de lieutenant-général, il se mit à la tête d’une tentative de soulèvement civico-militaire contre la dictature militaire dite Révolution libératrice que dirigeait alors le lieutenant-général Pedro Eugenio Aramburu. Le mouvement insurrectionnel sera bientôt réprimé et Valle fusillé sur ordre d’Aramburu, en même temps que d’autres personnalités civiles et militaires ayant trempé dans la conspiration. Ces exécutions valurent au régime en place le surnom de la Fusiladora. Juan Perón, de qui la rébellion visait pourtant le retour au pouvoir, se montra très réticent vis-à-vis de ce soulèvement. La mémoire de Valle a été réhabilitée après la restauration de la démocratie en Argentine.

## Biographie
Juan José Valle épousa Dora Cristina Prieto, issue d’une famille traditionnelle de Buenos Aires, et eut avec elle une unique fille, Susana Cristina (1936-2006).
Devenu ingénieur militaire à l’âge de 22 ans, il mènera ensuite, par ses hautes capacités professionnelles, une carrière militaire de premier plan. 
Il fut nommé chef de section et commandant de la Compagnie d’ingénieurs sapeurs-pontonniers au Collège militaire de la nation, puis enseigna à l’Institut d’enseignement supérieur de l’armée. Doté du grade de lieutenant, il fut l’un des militaires qui acceptèrent avec enthousiasme de prendre part au coup d’État qui renversa le président Hipólito Yrigoyen le 6 septembre 1930 et qui marqua le début de la période dite Décennie infâme. 
Membre de la Commission d’acquisitions à l’extérieur, il fut stationné à Paris et mit à profit son séjour en France pour parfaire ses compétences professionnelles.
Ses aptitudes le firent nommer chef du quatrième bataillon de sapeurs-pontonniers à Concepción del Uruguay, puis sous-directeur de l’École de sapeurs (qui sera rebaptisée École d’ingénieurs et porte son nom depuis 2006), et enfin inspecteur du Génie militaire, puis directeur général du Génie, jusqu’à la fin abrupte de sa carrière par suite du coup d’État de septembre 1955.

## Coup d’État militaire de septembre 1955
Le 16 septembre 1955 fut déclenché le coup d’État appelé par ses protagonistes Révolution libératrice et dirigé contre le gouvernement constitutionnel du président Juan Perón. Le 18 septembre, le ministre de la Guerre Franklin Lucero sollicita par voie radiophonique l’ouverture de pourparlers entre les camps opposés, et Perón envoya une lettre à l’armée où il s’offrit de lui céder son pouvoir gouvernemental. Sur la base de ladite lettre fut constituée une Junte militaire composée de 17 généraux, parmi lesquels figurait Juan José Valle, laquelle Junte entama des négociations avec les putschistes le 21 septembre 1955 pour convenir avec eux des points d’accord permettant le transfert des pouvoirs, qui sera effectif le 23 du même mois.
Le pouvoir passa alors à un gouvernement militaire, que dirigea d’abord le général de division Eduardo Lonardi, écarté peu après par Pedro Eugenio Aramburu, qui s’empara du pouvoir de facto le 13 novembre 1955. Dans le cadre de la politique de mise hors la loi du péronisme, la dictature militaire fit limoger aussi le général Valle.
L’instauration de cette dictature, autodénommée Révolution libératrice, fut bientôt suivie de la détention de milliers de prisonniers politiques, parmi lesquels plusieurs militants péronistes retenus captifs sur le bateau-prison Washington mouillé dans le port de Buenos Aires. C’est là que furent conduits les généraux Juan José Valle et Raúl Tanco, notamment ; ils y formeront le projet de créer ensemble un mouvement qui exigerait la cessation des persécutions à l’encontre du péronisme, le retour à la democratie, le rétablissement de la constitution de 1949, et la libération des prisonniers politiques.

## Soulèvement de 1956
Dans la soirée du 9 juin 1956 éclata une insurrection civico-militaire péroniste emmenée par le général Juan José Valle, que secondait le général Tanco. Le mouvement, qui se déploya dans différentes parties de l’Argentine, sera cependant promptement écrasé. Lors des affrontements, les insurgés tuèrent trois personnes — Blas Closs, Rafael Fernández et Bernardino Rodríguez — et eurent de leur côté deux morts — Carlos Yrigoyen et Rolando Zanera —, compte non tenu de ceux qui seront fusillés par la suite.
À propos du dessein des rebelles, l’historien Joseph Page indique :

« Le manifeste qui esquissait les objectifs du mouvement était quelque peu vague ; il appelait à la tenue d’élections le plus tôt possible et exigeait la préservation du patrimoine national, mais ne disait rien relativement à Perón. Bien qu’un groupe de péronistes eût rejoint, à titre individuel, la conspiration et que la base du parti considérât celle-ci comme une tentative de remettre au pouvoir le conductor, la résistance péroniste garda ses distances. »

Le gouvernement militaire, résolu d’appliquer un châtiment exemplaire mais du reste totalement inhabituel dans l’histoire argentine du XXe siècle, fit fusiller les insurgés. Entre le 9 et le 12 juin 1956 seront ainsi exécutés 27 civils et militaires, pour quelques-uns d’entre eux par des pelotons d’exécution clandestins à José León Suárez (quartier de la proche banlieue portègne), avant même qu’eut été décrétée la loi martiale, exécutions relatées dans un livre devenu classique de Rodolfo Walsh intitulé Operación Masacre.
Valle, fort déprimé en raison des exécutions déjà venues à sa connaissance, avait trouvé refuge au domicile d’un ami, Andrés Gabrielli. Comme Valle insistait à pouvoir s’expliquer, Gabrielli eut un entretien avec le capitaine Francisco Manrique au palais de gouvernement et obtint la promesse que sa vie serait respectée. 
Le 12 juin, Valle attendit que Manrique vînt le chercher pour l’emmener au Régiment de Palermo, où il fut interrogé et condamné à mort. Manrique s’en fut voir le général Aramburu, mais celui-ci refusa de commuer la peine, alléguant qu’il ne pouvait, après avoir fait fusiller des sous-officiers et des civils, s’abstenir d’appliquer la même peine au meneur du mouvement. À 8 heures du soir, l’on avisa sa famille qu’il serait fusillé à 10 heures. Sa fille Susana, âgée de 18 ans, courut solliciter une entrevue avec monseigneur Tato, lequel obtint, par le truchement du nonce apostolique (en), que le pape télégraphiât une demande de clémence au dictateur Aramburu, mais en vain.
Juan José Valle fut donc fusillé, le 12 juin 1956, à Buenos Aires, dans l’ancien Centre pénitentiaire national (Penitenciaría Nacional), sis autrefois entre les rues Coronel Díaz et Las Heras, démoli depuis pour faire place à l’actuel jardin public Las Heras (Parque Las Heras), où a été apposée une plaque commémorative à sa mémoire et à celle des autres fusillés. Avant de mourir, il remit plusieurs lettres à sa fille Susana, dont une adressée à Aramburu lui exprimant son pardon.
Le bilan des exécutions de juin 1956 fait état de 18 militaires et de 13 civils mis à mort,.
À propos de la réaction de Perón, Miguel Bonasso raconte :

« Dans une lettre à Cooke, Perón critica âprement "le coup d’État militaire avorté", qu’il attribua au "manque de prudence qui caractérise les militaires". Ensuite, il les accusa de l’avoir trahi et conjectura que, s’il n’eût quitté le pays, ils l’auraient assassiné "pour faire montre de zèle devant les vainqueurs". »

De son côté, l’historien Joseph A. Page écrit sur cet épisode :

« Dans une lettre que Perón envoya à John William Cooke, le jour même du soulèvement de Valle, il n’y avait pas la moindre trace de compassion pour les militaires rebelles. Le Conductor critiquait leur précipitation et leur manque de prudence, et assurait que seule leur colère causée par leur mise à la retraite involontaire les avait motivés à agir. »

## Hommages
À Mar del Plata, dans le quartier Alfar, la 407e rue (anciennement la 28e), s’appelle désormais, en hommage à Juan José Valle, Calle General Juan José Valle. À Salta, l’école nº 4774, sise dans le quartier Libertad, dans la partie sud-est de la ville, a reçu le nom de Escuela General Juan José Valle,. À Santiago del Estero existe une Plaza General Juan José Valle, s’étendant entre les avenues Libertad et Aguirre, dans le quartier Mosconi,. À  Concordia, dans la province d'Entre Ríos, l’école n° 74 a été nommée à son nom.
Le 12 juin 2006, toujours en hommage à Valle, le nom Teniente General Juan José Valle a été donné à l’École d’ingénieurs de l’armée argentine, où a en outre été placé un buste le représentant,.
Le 25 juillet 1973, l’Honorable Conseil de Déliberation de Villa María, dans la province de Córdoba, approuva l’ordonnance n°1401 qui nommait General Juan José Valle une artère de cette ville. En 2014, l’on nomma à son nom l’échangeur au croisement de la RN 9 (autoroute Buenos Aires – Rosario) et la RN 188. Il existe des rues portant son nom à San Nicolás de los Arroyos, à Bernal, dans le partido de Quilmes de la capitale fédérale, à Nueva Pompeya, à Morón (banlieue ouest de Buenos Aires), à Cipolletti, en Patagonie ; à La Cumbre, dans la province de Córdoba, c’est une avenue du centre-ville qui a été rebaptisée du nom de Juan José Valle. Il existe à Rawson, en Patagonie, un quartier Juan José Valle.
D’autre part, un monument en l’honneur des fusillés du 9 juin 1956 a été érigé dans la localité balnéaire de Mar del Tuyú. Le lieu où fut exécuté le général Juan José Valle, le parc General Juan Gregorio de Las Heras, à Buenos Aires, a été déclaré Site historique national (Lugar Histórico Nacional),.
Le 27 novembre 2013, le Congrès de la nation argentine adopta la loi n°26.927 modifiant le décret nº 2146/79 et désignant par le nom de Teniente General Juan José Valle le tronçon de l’autoroute Route nationale 9 compris entre la ville de San Nicolás de los Arroyos et celle de Rosario, tronçon qui jusque-là portait le nom du dictateur Aramburu.